# Astradomus Planetárium
Az Astradomus Planetárium Budapesten a Csepel Plaza 1 emeleten található meg. Az Astradomus a digitális planetáriumok közé tartozik, 6 méteres átmérőjű kupolájára két projektor segítségével vetítik a műsoraikat. Vetítőtermük 18 férőhelyes. Célközönségük a diákság, akiknek ismeretterjesztő műsorokat mutatnak be elsősorban a csillagászat, de egyéb természettudományok területéről is.